# Філовіруси
Філовіруси (Filoviridae) — родина негативно спрямованих одноланцюгових РНК-вірусів порядку Mononegavirales. Філовіруси спричинюють тяжкі геморагічні гарячки у людей, часто зі смертельним результатом.

## Опис
Віріони мають довгі ниткоподібні форми завдовжки 600—800 нм і завтовшки 50 нм. Суперкапсид утворений ліпідами клітинної плазматичної мембрани, має шипи завдовжки до 7 нм, які складаються з глікопротеїну. Під суперкапсидом є капсид, побудований за спіральним типом симетрії. Усередині капсиду є осьовий канал, на якому міститься нуклеокапсид, що складається з РНК, білка L, нуклеопротеїну і білків віріону 30 і 35. Віріони мають 7 типів білків: 4 білки пов'язані з вірусним рибонуклеопротеїновим комплексом, 1 входить до складу суперкапсиду, 2 білки мають мембранне походження. L-білок є РНК-залежною РНК-полімеразою.

## Геном
Геном філовірусів — одноланцюгова РНК негативної полярності розміром близько 19 000 пар основ, фланкірована консервативними некодуючими ділянками. Геном містить 7 відкритих рамок зчитування — по одній на кожен ген.

## Репродукція
Віруси проникають до клітини шляхом рецепторного ендоцитозу і злиття мембран. Транскрипція і реплікація відбуваються в цитоплазмі інфікованої клітини. Морфогенез і дозрівання вібріонів відбуваються в цитоплазмі при участі цитоплазматичної мембрани клітини-хазяїна. Віріони виходять з клітини шляхом брунькування, що супроводжується клітинним лізисом.

## Епідеміологічні особливості
Природний резервуар філовірусів не встановлений. Поширення вірусів відбувається повітряно-крапельним і гемоконтактним механізмом, особливо при контактах з кров'ю і виділеннями хворого. У лабораторних умовах основним джерелом зараження служать медичні колючо-ріжучі інструменти.

## Історичні відомості
Перші випадки хвороби, яку спричинює вірус Марбург, були зареєстровані в Югославії та Німеччині у зв'язку із завезенням інфікованих зелених мавп з Уганди у 1967 році. Найбільша епідемія цієї хвороби відбулася в 2004—2005 роках в Анголі, де захворіло 374 особи, з яких 323 померло, летальність — 88 %. Перші випадки захворювання вірусом Ебола були зареєстровані в Заїрі та Судані у 1976 році. Найбільша епідемія хвороби, яку спричинює вірус Ебола, відбулася в Західній Африці в 2014-2016 роках. Захворіло 28647 хворих, померло 11324, летальність - 39,53%. Зареєстровані випадки і спалахи цього захворювання в різних країнах Африки.

## Класифікація
| Рід          | Види                  | Віруси (аббревіатура)                     |
| ------------ | --------------------- | ----------------------------------------- |
| Cuevavirus   | Lloviu cuevavirus     | вірус Лловіу (LLOV)                       |
| Dianlovirus  |                       | вірус Менгла (MLAV)                       |
| Ebolavirus   | Bundibugyo ebolavirus | Bundibugyo virus (BDBV; previously BEBOV) |
| Ebolavirus   | Reston ebolavirus     | Reston virus (RESTV; previously REBOV)    |
| Ebolavirus   | Sudan ebolavirus      | Sudan virus (SUDV; previously SEBOV)      |
| Ebolavirus   | Tai Forest ebolavirus | вірус лісу Таї (TAFV; previously CIEBOV)  |
| Ebolavirus   | Zaire ebolavirus*     | вірус Ебола (EBOV; previously ZEBOV)      |
| Marburgvirus | Marburg marburgvirus* | вірус Марбург (MARV)                      |
| Marburgvirus | Marburg marburgvirus* | Ravn virus (RAVV)                         |